# Legge di Lavoisier e Laplace
Legge di Lavoisier e Laplace (formulata nel 1780): il trasferimento di calore che accompagna una data reazione chimica è uguale e contrario al trasferimento di calore della reazione opposta.
In altre parole: il calore richiesto per decomporre una sostanza è uguale al calore sviluppato nella sua formazione. 